# موريتز نيبل
موريتز نيبل (بالألمانية: Moritz Nebel)‏ هو لاعب كرة قدم ألماني في مركز الوسط، ولد في 25 أكتوبر 1991 في إرلنغن في ألمانيا. لعب مع نادي آوغسبورغ.

## وصلات خارجية
- موريتز نيبل على موقع قاعدة بيانات كرة القدم.إي يو (الإنجليزية)
- موريتز نيبل على موقع بيانات كرة القدم. دي إي (الألمانية)
- موريتز نيبل على موقع Soccerway.com (الإنجليزية)
- موريتز نيبل على موقع عالم كرة القدم.نت (الإنجليزية)
- موريتز نيبل على موقع AS.com (الإسبانية)